# Франкавилла, Пьетро
Пьетро Франкавилла, настоящие имя: Пьер де Франквиль (итал. Pietro Francavilla; фр. Pierre de Francqueville; 1548, Камбре — 25 августа 1615, Париж) — франко-фламандский скульптор, родившийся во Франции, получивший образование и работавший по большей части в Италии, во Флоренции, создававший скульптуры для итальянских и французских покровителей в элегантной традиции позднего маньеризма, заложенной Джамболоньей.

## Биография
Пьер родился в Камбре (северная Франция) и получил первое образование рисовальщика в Париже. В 1565 году он записан в Инсбруке (Австрия), был помощником скульптора Александра Колина по работе в Хофкирхе (Придворной церкви) над сложным надгробным монументом императору Максимилиану I. В этом проекте Франквиль достаточно освоил скульптурную практику, чтобы войти в большую флорентийскую мастерскую своего соотечественника Джамболоньи.
Получив достаточный практический опыт, он отправился во Флоренцию, где стал помощником в мастерской Джованни да Болонья, он участвовал вместе с мастером в создании его шедевра, скульптурной группы «Похищение сабинянки» (Неаполь, Музей Каподимонте, 1579). Джамболонья завершил работу над скульптурой в 1582 году при помощи Пьетро Франкавиллы, и она так понравилась великому герцогу Франческо I Медичи, что в январе 1583 года он распорядился установить её в Лоджии деи Ланци во Флоренции.
В Италии имя французского скульптора переделали на Пьетро Франкавилла. Его первые независимые поручения были переданы ему через Джамболонью, который был перегружен заказами. Готовые рисунки Франкавиллы, сделанные пером и тушью с боццетти (скульптурных этюдов) мастера для проектов, хранившихся в мастерской, в некоторых случаях являются единственным свидетельством произведений, которые были утеряны или так и не были выполнены (ныне эти боццетти хранятся в Музее Виктории и Альберта в Лондоне).
В 1574 году Франкавилла начал выполнять свой первый независимый заказ, в конечном итоге составив тринадцать садовых скульптур для аббата Антонио ди Заноби Браччи для виллы Браччи в Ровеццано недалеко от Флоренции. Позднее тринадцать декоративных скульптур работы Франкавиллы были приобретены Горацием Манна (британским дипломатом при дворе герцога Тосканского) для Фредерика, принца Уэльского. Скульптуры перевезли в Лондон уже после смерти Фредерика Уэльского, и разместили в хранилище в садах Кью. Они были вновь обнаружены только в 1952 году. Скульптура «Венеры» из этой серии позже попала в Уодсворт Атенеум (Хартфорд, США).
В 1585 году Пьетро Франкавилла был избран членом Флорентийской академии изящных искусств.
В 1589 году почти все художники и скульпторы Флоренции были привлечены для беспрецедентных работ по созданию украшений при подготовке к празднованию торжественной свадьбы Фердинандо I Медичи и Кристины Лотарингской, в том числе для создания триумфальных арок вдоль всего маршрута брачной процессии. Франкавилла в этот период создал несколько скульптур святых (Зиновия Флорентийского и Поджио) для украшения таких арок.
В 1598 году Джироламо де Гонди заказал для украшения фонтана скульптуру «Орфей с Цербером». Джироламо де Гонди установил скульптуру в своём саду, фонтан которого вызывал восторг у благородных посетителей дома. Семья Гонди со временем поселилась во Франции. В XVII веке во время обустройства огромного парка в Версале скульптуру сняли с фонтана и перевезли в Версальский парк. В XIX веке «Орфей с Цербером» работы Пьетро Франкавилла был передан на хранение в парижский Лувр.
В 1590 году Франкавилла выполнил четыре мраморные скульптуры «Времена года», или «Сезоны», для строящегося Бартоломео Амманати Моста Санта-Тринита во Флоренции; они заменили временные скульптуры римских героев. Мост в 1944 году взорвали нацисты, но горожане в 1957 году бережно его восстановили, причём из воды были подняты фрагменты старой конструкции. По краям моста были установлены четыре статуи, одна из которых, «Весна» Пьетро Франкавиллы, была обезглавлена взрывом. В 1961 году мраморную голову нашли в водах Арно — её обретение флорентийцы восприняли как праздник.
Пьетро Франкавилла участвовал (в основном подготовительными рисунками) и во многих архитектурных проектах, в частности по созданию нового фасада Палаццо деи Приори в Пизе. На реконструированной Джорджо Вазари Пьяцца деи Кавальери в Пизе монументальная статуя герцога Козимо I Медичи в образе мальтийского рыцаря работы Франкавиллы (1596) возвышается перед Палаццо дельи Анциани («Дворец старейшин»), бывшим символом независимости Пизы, переделанным в памятник Медичи.
В 1601 году Франкавилла был приглашён во Францию королём Генрихом IV, когда Пьетро Такка занял его место в качестве главного помощника Джамболоньи.
Когда Мария Медичи, королева Франции флорентийского происхождения, решила установить конную статую в честь своего мужа Генриха IV, она поручила заказ Джамболонье, который создавал памятники великим герцогам Тосканы Козимо и Фердинанду I в Ареццо. После смерти Джамболоньи в 1608 году отливку и отделку выполнил его ученик Пьетро Такка. Когда бронза прибыла в Париж, королева заказала пьедестал Пьеру де Франквилю, как его называли во Франции. Перед смертью он создал три барельефа для постамента, которые будут отлиты из бронзы, и фигуры четырёх связанных пленников. Его ученик и зять Франческо Бордони, который последовал за Франкавиллой во Францию, по поручению короля Людовика XIII отлил и обработал скульптуры из бронзы, они были завершены в 1618 году.
Франкавилла умер в 1615 году. Его графический портрет, выполненный Хендриком Гольциусом в 1591 году, находится в Рейксмюсеуме в Амстердаме.

## Галерея

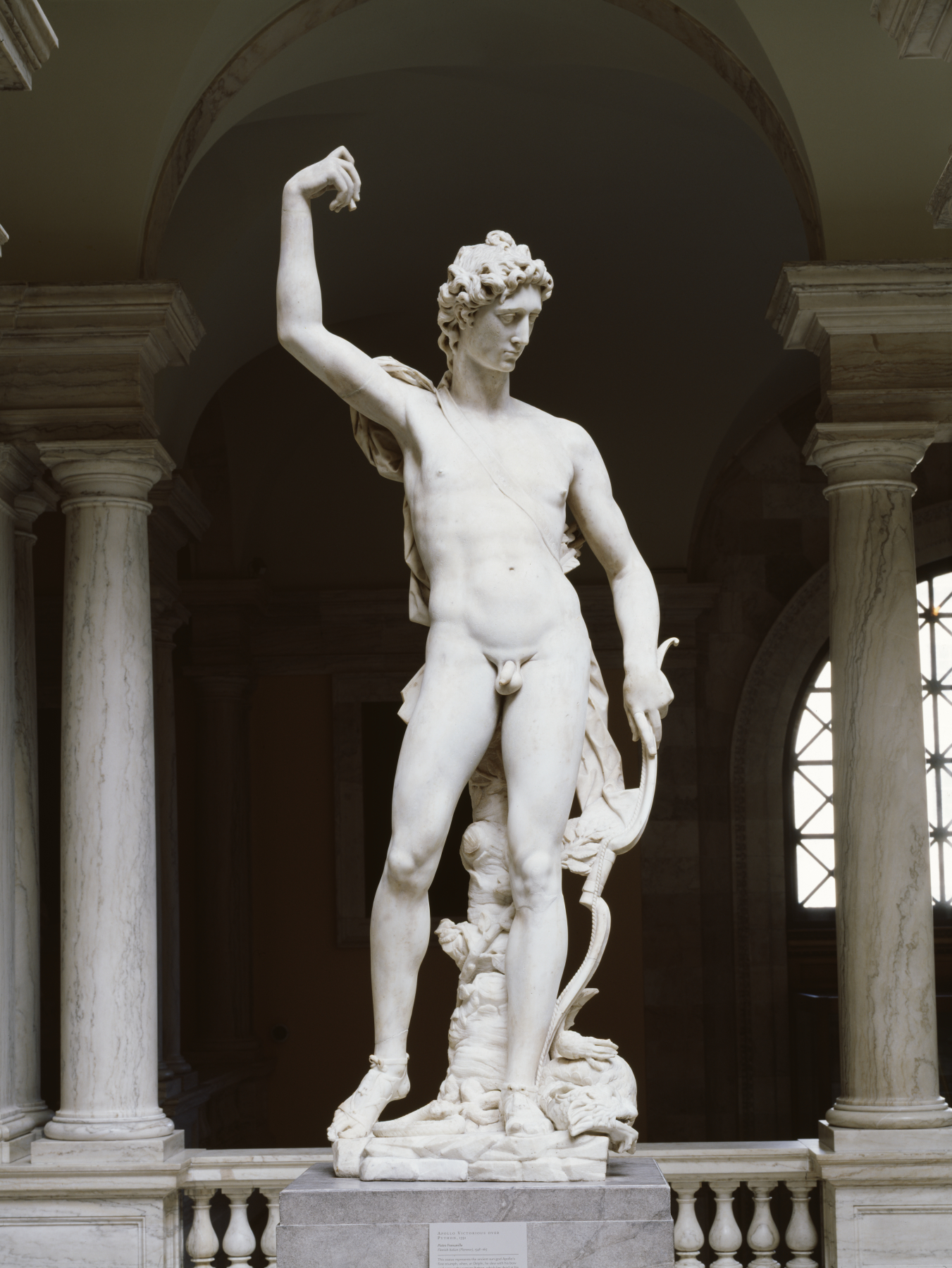
Аполлон, победитель Пифона]]. 1591. Мрамор. Художественный музей Уолтерса, Балтимор, США
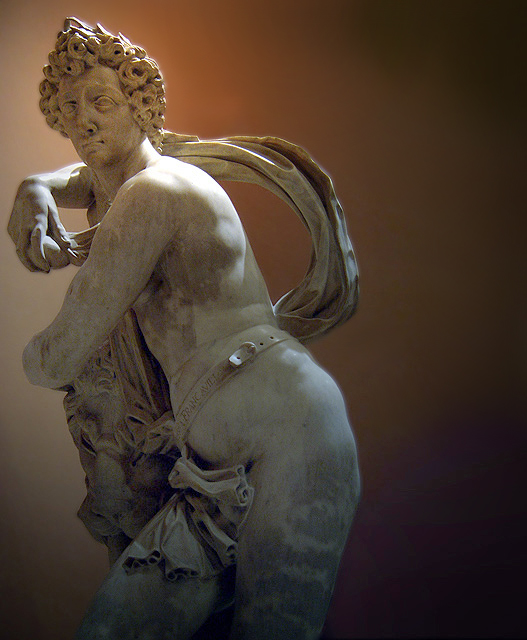
Давид, победитель Голиафа. Деталь. Мрамор. Лувр, Париж
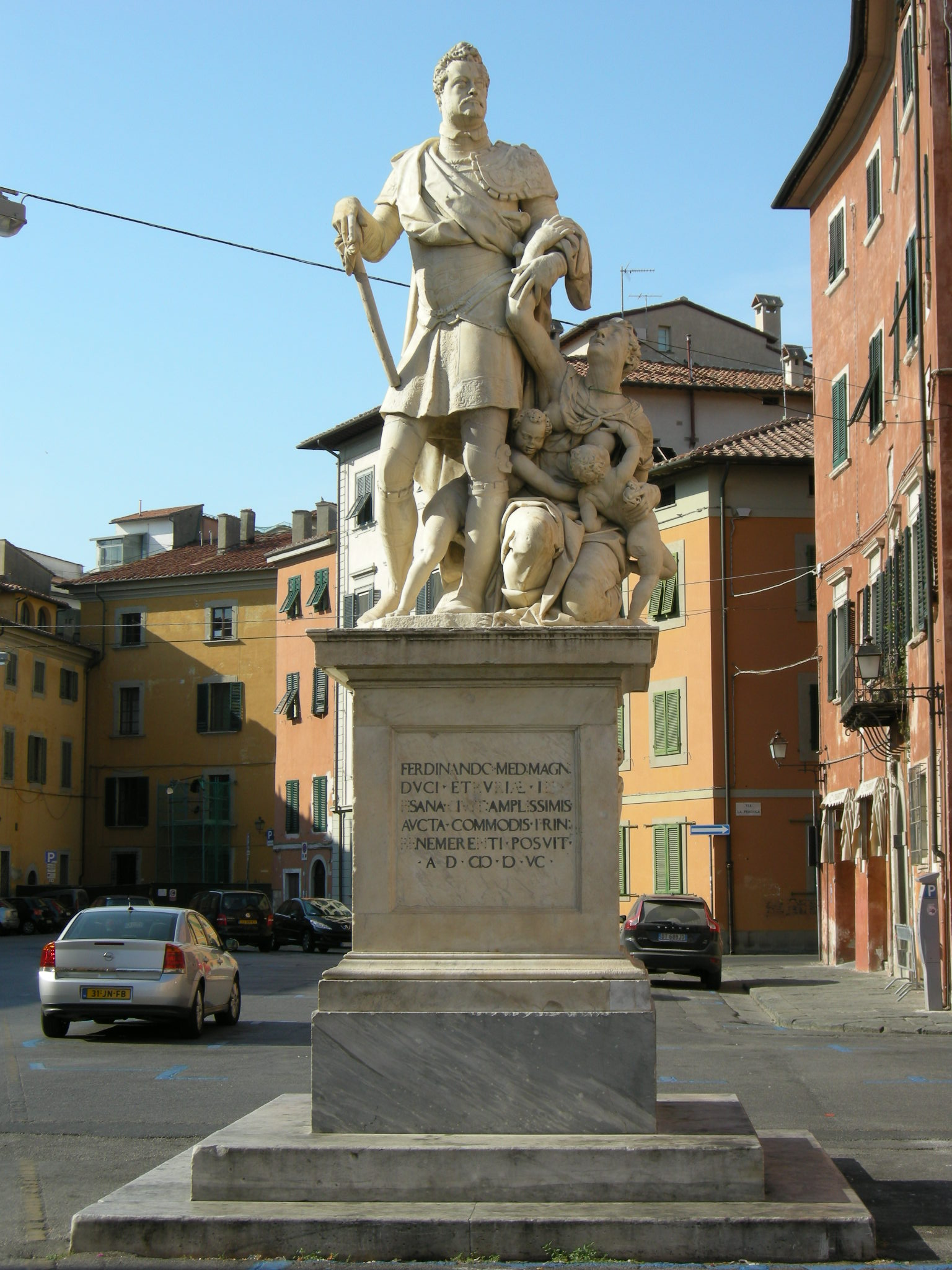
Памятник Фердинандо I Медичи. Пьяцца Каррара, Пиза
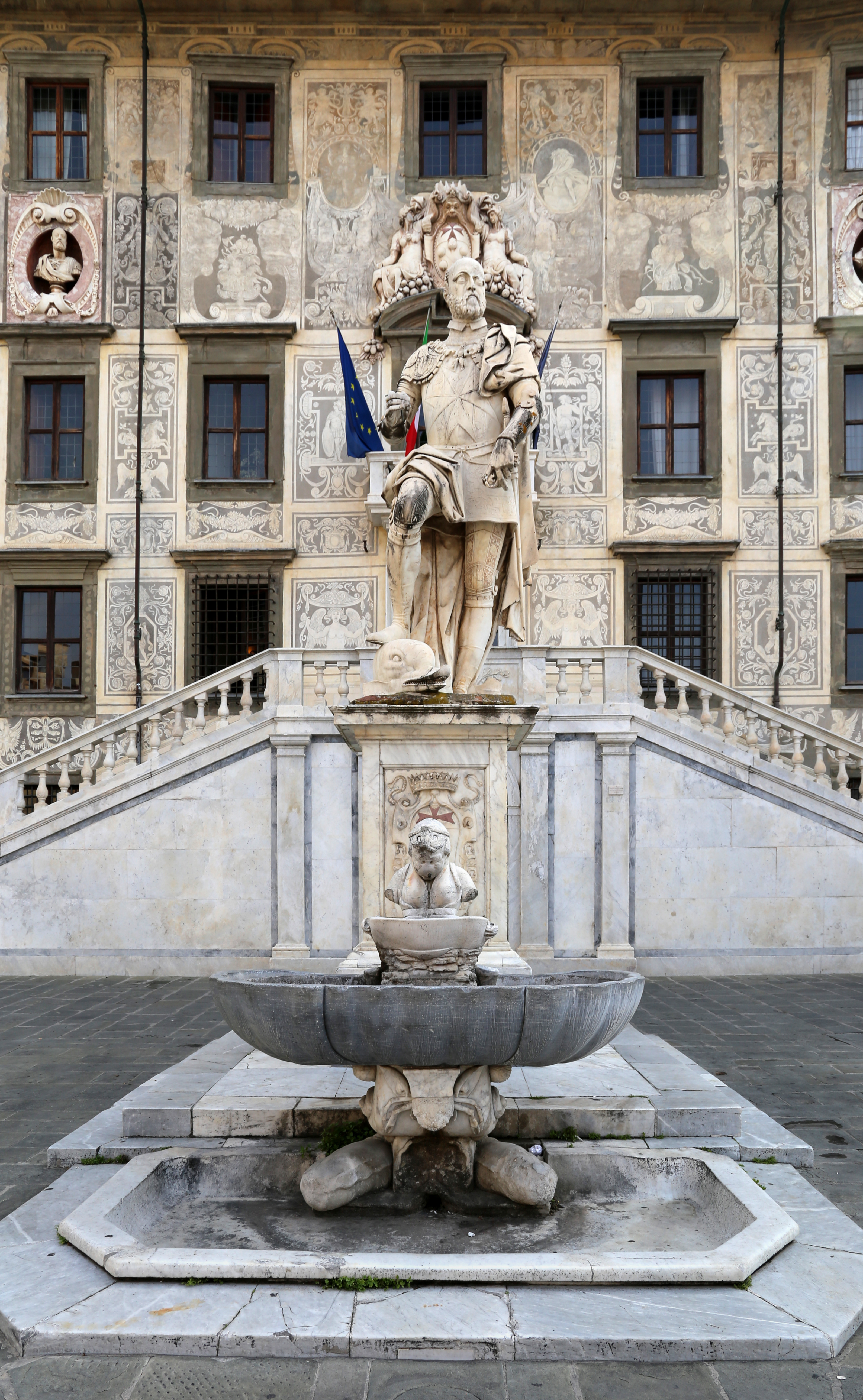
Статуя герцога Козимо I Медичи и фонтан «горбун» перед Палаццо деи Кавальери. 1596. Пиза
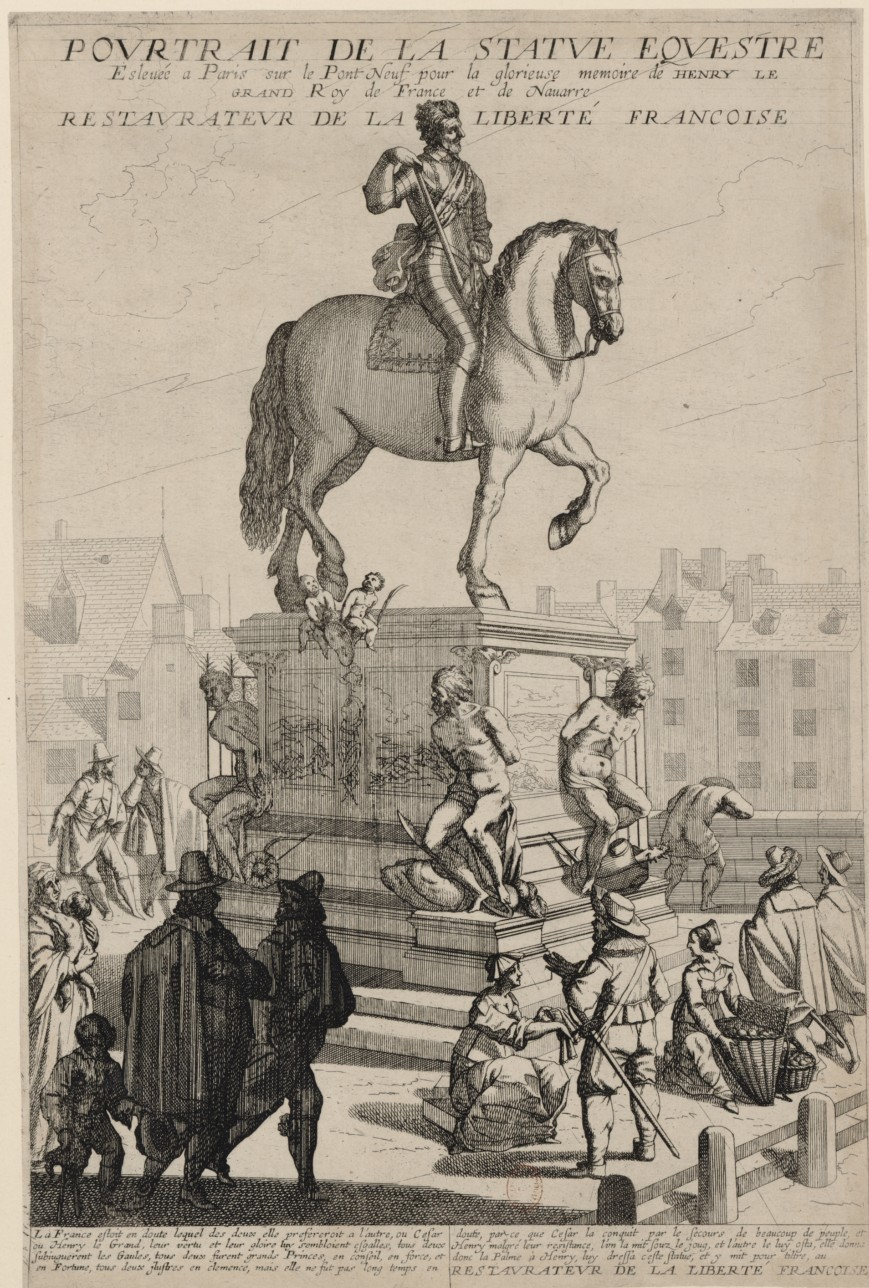
Памятник королю Генриху IV. Офорт. Между 1628 и 1635. Национальная библиотека Франции, Париж
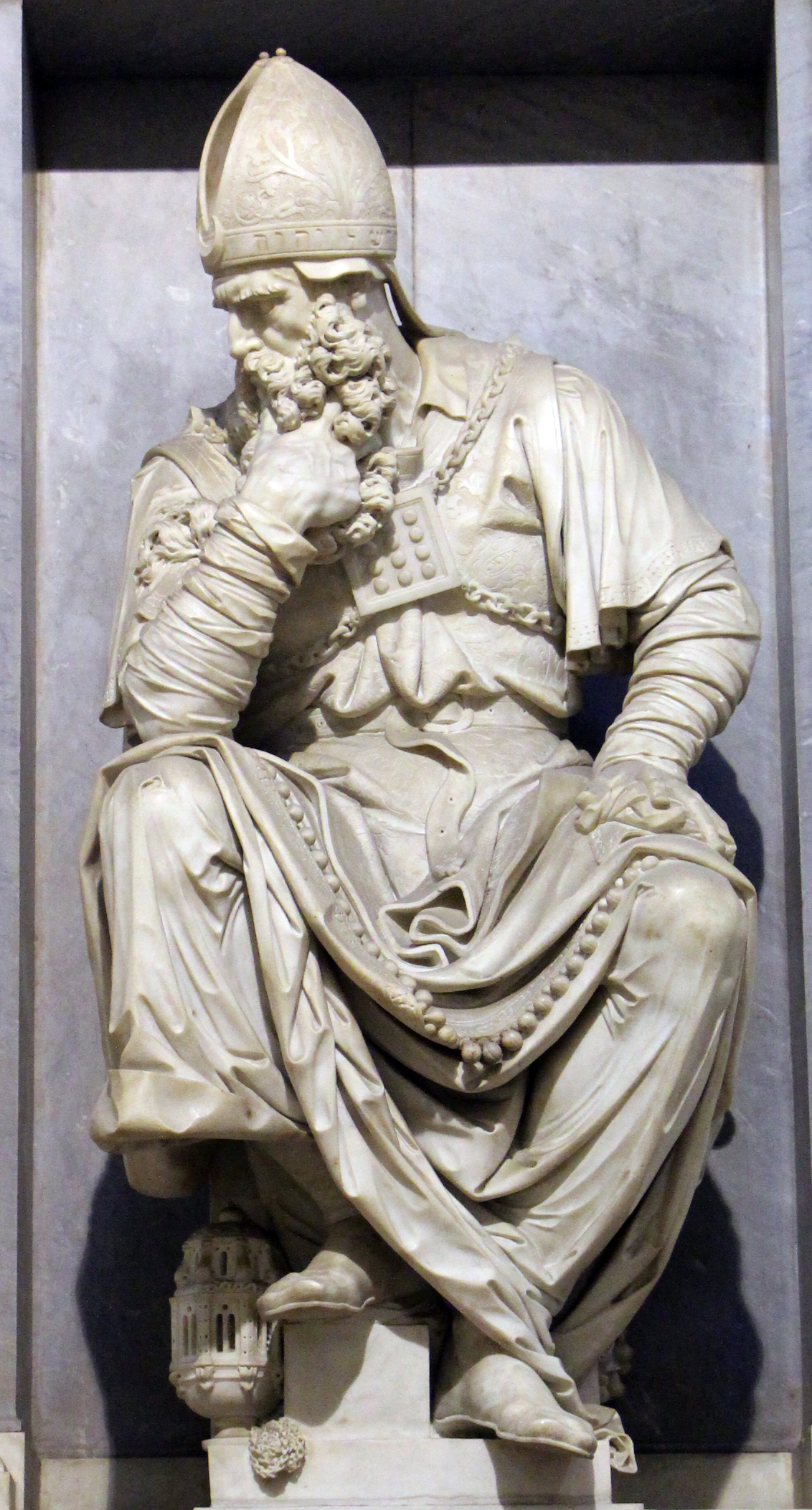
Аарон. Церковь Санта-Кроче, Флоренция
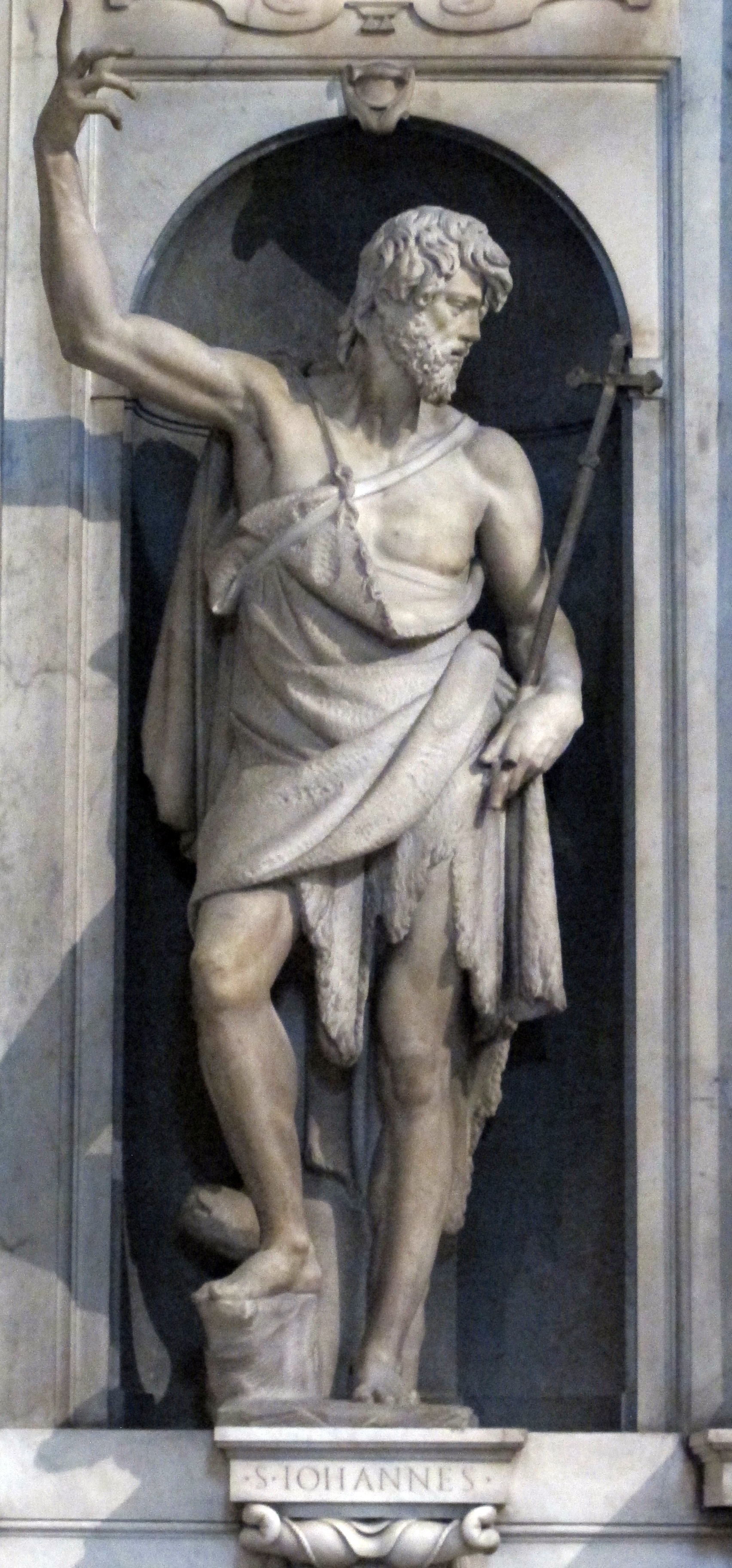
Святой Иоанн Креститель. Капелла Сальвиати, монастырь Ман-Марко, Флоренция
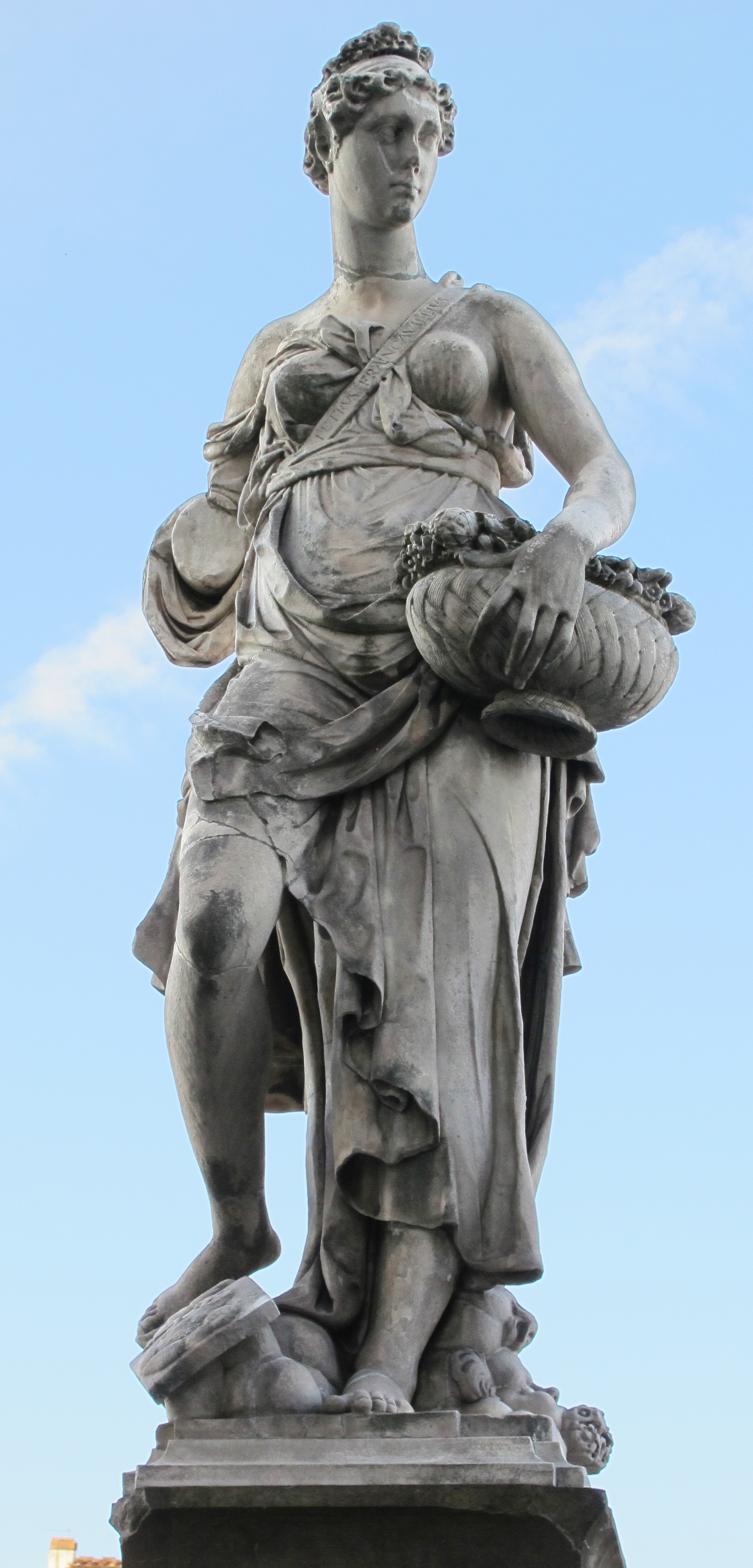
Весна. 1590. Статуя моста Санта-Тринита, Флоренция